# Калькуттский троллейбус
Калькуттский троллейбус — троллейбусная система в городе Калькутта (Индия), действовавшая с 1977 по 1982 годы.

## История
Во второй половине 1970-х годов власти Калькутты в дополнение к уже существующей в городе трамвайной системе принимают решение открыть троллейбусное движение.  В связи с чем правительство штата Западная Бенгалия размещает заказ в компании BHEL (Bharat Heavy Electricals Ltd) на создание троллейбуса для Калькутты. В итоге на 12-тонном шасси Tata компанией Starline Motors был изготовлен кузов троллейбуса, у которого крепеж, внешняя отделка и отдельные детали были взаимозаменяемы с узлами трамваев, что позволило унифицировать новую машину с рельсовым транспортом.
Открытие линии состоялось 1 января 1977 года.

## Маршруты
В городе действовал один маршрут, протяженность которого составила всего 1 километр.

## Закрытие системы
В связи с отсутствием какой-либо развернутой программы развития общественного транспорта в Калькутте того времени, троллейбусная линия не смогла получить развития и в 1982 году троллейбусное движение официально прекратило своё существование.